# Oscar Littleton Chapman
Pour les articles homonymes, voir Chapman.
Oscar Littleton Chapman, né le 22 octobre 1896 à Omega (Virginie) et mort le 8 février 1978 à Washington (district de Columbia), est un homme politique américain. Membre du Parti démocrate, il est secrétaire à l'Intérieur entre 1949 et 1953 dans l'administration du président Harry S. Truman.

## Biographie
Il étudie à l'université de Denver et l'université du Nouveau-Mexique, et est diplômé en 1929 d’un Bachelor of Laws de la Westminster Law School de Denver.